# Samuel J. Tilden
Samuel Jones Tilden (n. 9 februarie 1814, New Lebanon⁠(d), New York, SUA – d. 4 august 1886, Yonkers, New York, SUA) a fost un politician american care a fost cel de-al 25-lea guvernator al New Yorkului⁠(d) și a fost candidatul Partidului Democrat la disputatele alegeri prezidențiale din 1876 din Statele Unite⁠(d).
Tilden s-a născut în 1814 într-o familie bogată din New Lebanon, New York⁠(d). Atras de politică de la o vârstă fragedă, a devenit un protejat al lui Martin Van Buren. După ce a studiat la Universitatea Yale și la New York University School of Law⁠(d), Tilden și-a început cariera juridică în New York City, devenind un cunoscut avocat corporatist. El a fost membru în Adunarea Statului New York⁠(d) și a ajutat la lansarea candidaturii lui Van Buren la alegerile prezidențiale din 1848 din Statele Unite⁠(d). Democrat de război, care se opunea sclaviei, Tilden a fost un adversar al lui Abraham Lincoln la alegerile prezidențiale din 1860, dar mai târziu l-a susținut pe el și pe Uniune în timpul Războiului Civil. Ulterior, a devenit președintele Comitetului Democrat al Statului New York⁠(d) și a condus campania lui Horatio Seymour⁠(d) pentru alegerile prezidențiale din 1868⁠(d).
Tilden a cooperat inițial cu facțiunea Tammany Hall⁠(d) a organizației de partid de la nivelul statului, dar s-a distanțat de ea în 1871 din cauza corupției baronului local William M. Tweed⁠(d). Tilden a câștigat alegerile din 1874 pentru postul de guvernator al New Yorkului și, din acea funcție, a contribuit la spargerea Conspirației Canalului⁠(d). Lupta sa împotriva corupției publice, împreună cu averea personală și succesul electoral din New York, l-au făcut principalul candidat pentru nominalizarea Partidului Democrat pentru alegerile prezidențiale din 1876. Tilden a fost ales drept candidat al partidului la al doilea tur de scrutin. La alegerile generale, Tilden s-a confruntat cu candidatul republican Rutherford B. Hayes. Tilden și-a concentrat campania pe reforma serviciului public, sprijinul pentru standardul aur și opoziția față de creșterile de taxe, dar mulți dintre susținătorii săi erau mai preocupați de a pune capăt Reconstrucției în Sudul Statelor Unite.
Tilden a câștigat votul popular cu 250.000 de voturi. Cu toate acestea, 20 de voturi electorale erau disputate, și astfel nici Tilden, nici Hayes nu aveau majoritate în Colegiul Electoral. Întrucât Tilden câștigase 184 de voturi electorale, cu un vot mai puțin decât avea nevoie, Hayes avea nevoie să câștige toate voturile electorale aflate în dispută. Împotriva dorințelor lui Tilden, Congresul a numit Comisia Electorală⁠(d) bipartizană pentru a soluționa controversa. Republicanii au avut un loc în plus în Comisie, care s-a dovedit decisiv într-o serie de decizii pe marginea cărora Comisia era divizată pe linii de partid. Ca urmare, Hayes a câștigat toate voturile electorale disputate. În Compromisul din 1877⁠(d), liderii democrați au acceptat victoria lui Hayes în schimbul sfârșitului Reconstrucției. Tilden este singurul candidat la președinție care a pierdut alegerile, deși câștigase o majoritate absolută a voturilor populare. Ulterior, a ieșit din viața politică și a murit în 1886.